# Testa o croce (film 1961)
Testa o croce (The George Raft Story) è un film del 1961 diretto da Joseph M. Newman.